# Arachnothera clarae
Arachnothera clarae е вид птица от семейство Nectariniidae.

## Разпространение
Видът е разпространен във Филипините.